# Slobodan Prosperov Novak
Slobodan Prosperov Novak (Beograd, 11. travnja 1951.) je hrvatski povjesničar književnosti, komparatist, novinar, političar i teatrolog.

## Životopis
Djetinjstvo provodi u Dubrovniku gdje je završio osnovnu školu i gimnaziju društvenoga smjera, te nižu muzičku školu. Književne tekstove počeo je objavljivati godine 1969. najprije u časopisima Dubrovnik, Naša riječ i Laus. Diplomirao je komparativnu književnost 1973. na Filozofskome fakultetu Sveučilišta u Zagrebu, na kojem je magistrirao 1976. i doktorirao 1978. godine. Radio je kao novinar Vjesnika u srijedu (1973. – 1974.). Godine 1977. postaje asistentom, zatim docentom te redovitim profesorom (1988.) na Katedri za stariju hrvatsku književnost Filozofskoga fakulteta u Zagrebu. U razdoblju od 1981. do 1984. predaje i u Institutu za slavensku filologiju Sveučilišta u Rimu, a od 1990. do 1992. pomoćnik je ministra prosvjete, kulture i športa Republike Hrvatske. Od 1990. do 1992. bio je predsjednikom Vijeća Dubrovačkih ljetnih igara, a 2000. i ravnateljem Igara.
Bio je pokretačem i glavnim urednikom novina Matice hrvatske Vijenca, časopisa "Lettre internationale" i magazina "Cicero". Niz godina uređivao je časopis hrvatskih književnika "Most/The Bridge" i istoimenu biblioteku. Bio je predsjednikom Hrvatskoga PEN-a (od 1990. do 2000.) pa je sa suradnicima 1993. u Dubrovniku organizirao 59. svjetski kongres PEN-a. Godine 1998. osnovao je Mediteranski institut Grga Novak na Hvaru. Od 2001. predaje južnoslavensku filologiju na odsjeku za slavistiku Sveučilišta Yale u New Havenu, SAD. Bio je profesorom hrvatske književnosti na Sveučilištu u Splitu i predavačem na tamošnjim odsjecima talijanistike i anglistike, a od 2010. do 2020. redoviti je profesor književnosti na Akademiji dramske umjetnosti Sveučilišta u Zagrebu.
Priredio je brojna izdanja hrvatskih pisaca, autor je niza sveučilišnih i školskih hrestomatija, a ostvario je i niz multimedijalnih projekata, među kojima su najvažnije kazališne predstave "Ecce homo" i "Kako bratja prodaše Jozefa" na Dubrovačkim ljetnim igrama 1985. i 1990., te velika izložba "Gundulićev san" 1989. u Muzejskom prostoru u Zagrebu. Drama "Mozartov sin" preporučena je teatrima za izvođenje na natječaju za dramu "Marin Držić" 2013.

## Djela (izbor)
- Dubrovački eseji i zapisi, 1975.
- Teatar u Dubrovniku prije Marina Držića, 1977.
- Vučistrah i dubrovačka tragikomedija, 1979.
- Komparatističke zagonetke, 1979.
- Zašto se Euridika osvrnula, 1981.
- Planeta Držić, 1984.
- Dubrovnik iznova, 1987.
- Kad su đavli voljeli hrvatski, 1988.
- Hrvatski pluskvamperfekt, 1991.
- Figure straha, 1994.
- Povijest hrvatske književnosti (tri sveska), 1996., 1997., 1999.
- Kratka povijest avanturizma, 2001.
- Zlatno doba, 2002.
- Povijest hrvatske književnosti, (4 sveska), 2004.
- 101 Dalmatinac i poneki Vlaj, 2005.
- Hrvatske renesanse tragedije, 2006.
- Hvar: mjesta, ljudi, sudbine, 2006.
- Predavanja iz hrvatske renesanse književnosti na Sveučilištu Yale, 2008.
- Leksikon Marina Držića, ur., 2009.
- Slaveni u renesansi, 2009.
- Pričaj mi o Europi, 2010.
- Zločesti tekstovi, 2011.
- 101 Dalmatinka, 2010.
- Zločesti tekstovi, Profil, Zagreb, 2010.
- Boka kotorska od kampanela do kampanela, AGM, Zagreb, 2011.
- Knjiga o teatru, AGM, Zagreb,2014.
- Književnost ranog novovjekovlja u Boki kotorskoj., S Viktorijom Franić Tomić, Hrvatska sveučilišna naklada, Zagreb, 2014.
- Abrahamova žrtva, s Viktorijom Franić Tomić.Matica hrvatska, Zagreb, 2015.
- Split. Monografija., s Ivom Pervanom. Lilliput Planet, Zagreb, 2015.
- Marin Držić, Izabrana djela, I-II, Stoljeća hrvatske književnosti, Zagreb, 2011. – 2015.
- Zlatna knjiga bokeljskih književnika., s Viktorijom Franić Tomić, Lilliput Planet, Zagreb, 2016.
- Vruja. Grad vode i vjetra., Splićanka d. o. o., Split, 2016. (+ prijevod na engleski jezik i prijevod na ruski jezik)
- Pisac i vlast. Poetika Marina Držića, Školska knjiga, Zagreb, 2017.
- Kanonski korpus hrvatske književnosti, kulturne povijesti, filozofije i znanosti, knjiški niz, 2019.

## Ostalo
- "Velikani hrvatskog glumišta" kao sudionik dokuserijala (2018.)
- "Storije o neponovljivima" kao sudionik dokuserijala (2017.)
- "Libar Miljenka Smoje oli ča je život vengo fantažija" kao sudionik dokumentarnog serijala (2012.)